# Copa Mundial Junior de Hockey Masculino de 2013
La Copa Mundial Junior de Hockey Masculino de 2013 fue la décima edición del torneo mundial de selecciones masculinas de hockey sobre césped. Se realizó entre el 6 y el 15 de diciembre de 2013 en Nueva Delhi, India.
El título se lo llevó por sexta vez Alemania que derrotó en la final a Francia por 5 a 2.

## Formato
Los 16 equipos clasificados fueron divididos en cuatro grupos de cuatro equipos cada uno. Se jugó con el sistema de todos contra todos.
Pasaron a la fase final los dos mejores de cada grupo. En esta fase se jugaron cuartos de final, semifinales y final mediante el sistema de eliminación directa.

## Clasificados
| Competición                             | Fecha                          | Sede             | Plazas | Clasificados                                            |
| --------------------------------------- | ------------------------------ | ---------------- | ------ | ------------------------------------------------------- |
| País anfitrión                          |                                | Nueva Delhi      | 1      | India                                                   |
| EuroHockey Juvenil de 2012              | 26 de agosto - 1 de septiembre | 's-Hertogenbosch | 6      | Bélgica Países Bajos Alemania Francia Inglaterra España |
| Copa Asiática Juvenil de 2012           | 3 - 13 de mayo                 | Malaca           | 3      | Malasia Pakistán Corea del Sur                          |
| Campeonato Panamericano Juvenil de 2012 | 10 - 22 de septiembre          | Guadalajara      | 2      | Argentina Canadá                                        |
| Copa Africana Juvenil de 2012           | 13 - 20 de octubre             | Randburg         | 2      | Sudáfrica Egipto                                        |
| Copa de Oceanía Juvenil de 2013         | 25 de febrero - 3 de marzo     | Costa Dorada     | 2      | Australia Nueva Zelanda                                 |

## Primera fase

### Grupo A
| Equipo   | PJ | PG | PE | PP | GF | GC | DG  | Pts |
| -------- | -- | -- | -- | -- | -- | -- | --- | --- |
| Bélgica  | 3  | 2  | 1  | 0  | 10 | 3  | +7  | 7   |
| Alemania | 3  | 2  | 0  | 1  | 13 | 4  | +9  | 6   |
| Pakistán | 3  | 1  | 1  | 1  | 6  | 10 | -4  | 4   |
| Egipto   | 3  | 0  | 0  | 3  | 2  | 14 | -12 | 0   |

| 6 de diciembre de 2013 | Alemania | 1:3     | Bélgica                              |                                    |                                    |
|                        | Rühr 62' | Reporte | 30', 45' Capelle · 70' Van Linthoudt | Árbitro(s): Eric Koh Grant Hundley | Árbitro(s): Eric Koh Grant Hundley |

| 6 de diciembre de 2013 | Pakistán                             | 3:2     | Egipto                 |                                            |                                            |
|                        | Irfan Jr. 4' · Butt 30' · Tousiq 66' | Reporte | 60' Mohsen · 63' Ragab | Árbitro(s): David Tomlinson Benjamin Mauss | Árbitro(s): David Tomlinson Benjamin Mauss |

| 7 de diciembre de 2013 | Bélgica                                     | 5:0     | Egipto |                                        |                                        |
|                        | Hendrickx 38', 51', 66' · Cobbaert 48', 54' | Reporte |        | Árbitro(s): Paul Walker Fernando Gómez | Árbitro(s): Paul Walker Fernando Gómez |

| 7 de diciembre de 2013 | Pakistán  | 1:6     | Alemania                                                       |                                         |                                         |
|                        | Bilal 70' | Reporte | 2', 18', 26' Rühr · 10' Windfeder · 59' Schōllkopf · 69' Bruns | Árbitro(s): Jonas van't Hek Tim Pullman | Árbitro(s): Jonas van't Hek Tim Pullman |

| 10 de diciembre de 2013 | Alemania                                           | 6:0     | Egipto |                                         |                                         |
|                         | · 4' · Bruns 19', 68' · Rühr 42', 56' · Müller 52' | Reporte |        | Árbitro(s): Fernando Gómez Javed Shaikh | Árbitro(s): Fernando Gómez Javed Shaikh |

| 10 de diciembre de 2013 | Bélgica             | 2:2     | Pakistán        |                                      |                                      |
|                         | Plennevaux 60', 65' | Reporte | 41', 54' Dilber | Árbitro(s): Jonas van't Hek Eric Koh | Árbitro(s): Jonas van't Hek Eric Koh |

### Grupo B
| Equipo    | PJ | PG | PE | PP | GF | GC | DG | Pts |
| --------- | -- | -- | -- | -- | -- | -- | -- | --- |
| Australia | 3  | 3  | 0  | 0  | 9  | 2  | +7 | 9   |
| Francia   | 3  | 2  | 0  | 1  | 7  | 7  | 0  | 6   |
| Argentina | 3  | 1  | 0  | 2  | 5  | 8  | -3 | 3   |
| España    | 3  | 0  | 0  | 3  | 3  | 7  | -4 | 0   |

| 6 de diciembre de 2013 | Australia                                                      | 5:2     | Argentina                |                                           |                                           |
|                        | Douglas 14' · Main 16' · Beale 17' · Hayward 42' · Hammond 49' | Reporte | 31' Coelho · 64' Peillat | Árbitro(s): Gareth Greenfield Mike Gerwig | Árbitro(s): Gareth Greenfield Mike Gerwig |

| 6 de diciembre de 2013 | España                                  | 3:4     | Francia                                                     |                                             |                                             |
|                        | Iglesias 8' · Beltran 23' · Sánchez 63' | Reporte | 23' Genestet · 24', 28' Martin-Brisac · 38' P. van Straaten | Árbitro(s): Javed Shaikh Daniel López Ramos | Árbitro(s): Javed Shaikh Daniel López Ramos |

| 8 de diciembre de 2013 | Australia                   | 2:0     | España |                                             |                                             |
|                        | Beale 38' · Wotherspoon 63' | Reporte |        | Árbitro(s): Peter Wright Daniel López Ramos | Árbitro(s): Peter Wright Daniel López Ramos |

| 8 de diciembre de 2013 | Argentina                      | 2:3     | Francia                                          |                                  |                                  |
|                        | Pérez Pesado 20' · Peillat 35' | Reporte | 25' P. van Straaten · 31' Ponthieu · 48' Kieffer | Árbitro(s): Paul Walker Eric Koh | Árbitro(s): Paul Walker Eric Koh |

| 9 de diciembre de 2013 | Argentina     | 1:0     | España |                                             |                                             |
|                        | Sacchetti 46' | Reporte |        | Árbitro(s): Gareth Greenfield Ahmed Elsayed | Árbitro(s): Gareth Greenfield Ahmed Elsayed |

| 9 de diciembre de 2013 | Australia            | 2:0     | Francia |                                        |                                        |
|                        | Main 37' · Joyce 52' | Reporte |         | Árbitro(s): Raghu Prasad Lim Hong-Zhen | Árbitro(s): Raghu Prasad Lim Hong-Zhen |

### Grupo C
| Equipo        | PJ | PG | PE | PP | GF | GC | DG  | Pts |
| ------------- | -- | -- | -- | -- | -- | -- | --- | --- |
| Países Bajos  | 3  | 3  | 0  | 0  | 13 | 4  | +9  | 9   |
| Corea del Sur | 3  | 1  | 1  | 1  | 12 | 10 | +2  | 4   |
| India         | 3  | 1  | 1  | 1  | 8  | 8  | 0   | 4   |
| Canadá        | 3  | 0  | 0  | 3  | 6  | 17 | -11 | 0   |

| 6 de diciembre de 2013 | Corea del Sur                                       | 7:4     | Canadá                                                 |                                          |                                          |
|                        | Seo 2', 16', 37' · You S. 7', 31', 42' · You M. 49' | Reporte | 22' Sandhu · 52' Johnston · 58' Mahal · 59' Scholfield | Árbitro(s): Fernando Gómez Ahmed Elsayed | Árbitro(s): Fernando Gómez Ahmed Elsayed |

| 6 de diciembre de 2013 | Países Bajos                   | 3:2     | India                     |                                      |                                      |
|                        | Van Baal 3', 28' · Rijkers 25' | Reporte | 13' G.Singh · 42' A.Singh | Árbitro(s): Tim Pullman Peter Wright | Árbitro(s): Tim Pullman Peter Wright |

| 7 de diciembre de 2013 | Corea del Sur        | 2:3     | Países Bajos                            |                                          |                                          |
|                        | Seo 17' · You S. 27' | Reporte | 4' Brinkman · 25' Algera · 39' Van Baal | Árbitro(s): Mike Gerwig Marcelo Servetto | Árbitro(s): Mike Gerwig Marcelo Servetto |

| 7 de diciembre de 2013 | India                                      | 3:2     | Canadá                    |                                           |                                           |
|                        | Mand.Singh 30' · A.Singh 57' · G.Singh 69' | Reporte | 3' Panesar · 51' Johnston | Árbitro(s): Haider Rasool David Tomlinson | Árbitro(s): Haider Rasool David Tomlinson |

| 10 de diciembre de 2013 | Países Bajos                                                                        | 7:0     | Canadá |                                         |                                         |
|                         | Hiebendaal 10' · Van Kan 21' · Van Baal 23', 47' · Bovendeert 34', 64' · Algera 57' | Reporte |        | Árbitro(s): Paul Walker David Tomlinson | Árbitro(s): Paul Walker David Tomlinson |

| 10 de diciembre de 2013 | India                              | 3:3     | Corea del Sur        |                                           |                                           |
|                         | G.Singh 32', 35' · Mand. Singh 45' | Reporte | 16', 58', 60' You S. | Árbitro(s): Marcelo Servetto Peter Wright | Árbitro(s): Marcelo Servetto Peter Wright |

### Grupo D
| Equipo        | PJ | PG | PE | PP | GF | GC | DG | Pts |
| ------------- | -- | -- | -- | -- | -- | -- | -- | --- |
| Malasia       | 3  | 3  | 0  | 0  | 9  | 5  | +4 | 9   |
| Nueva Zelanda | 3  | 1  | 1  | 1  | 5  | 5  | 0  | 4   |
| Sudáfrica     | 3  | 1  | 0  | 2  | 3  | 4  | -1 | 3   |
| Inglaterra    | 3  | 0  | 1  | 2  | 5  | 8  | -3 | 1   |

| 6 de diciembre de 2013 | Nueva Zelanda    | 2:3     | Malasia                              |                                          |                                          |
|                        | Russell 11', 47' | Reporte | 6' Saabah · 37' Baharom · 63' Ashari | Árbitro(s): Diego Estebanez Raghu Prasad | Árbitro(s): Diego Estebanez Raghu Prasad |

| 6 de diciembre de 2013 | Inglaterra    | 1:2     | Sudáfrica                  |                                           |                                           |
|                        | Goodfield 14' | Reporte | 34' Manson · 59' Swanepoel | Árbitro(s): Lim Hong-Zhen Jonas van't Hek | Árbitro(s): Lim Hong-Zhen Jonas van't Hek |

| 8 de diciembre de 2013 | Sudáfrica | 1:2     | Malasia          |                                              |                                              |
|                        | Brown 13' | Reporte | 27' · 43' Ashari | Árbitro(s): Marcelo Servetto Diego Estebanez | Árbitro(s): Marcelo Servetto Diego Estebanez |

| 8 de diciembre de 2013 | Nueva Zelanda                | 2:2     | Inglaterra            |                                        |                                        |
|                        | Russell 39' · Rees-Gibbs 68' | Reporte | 14' Gall · 27' Taylor | Árbitro(s): Javed Shaikh Grant Hundley | Árbitro(s): Javed Shaikh Grant Hundley |

| 9 de diciembre de 2013 | Inglaterra             | 2:4     | Malasia                                           |                                        |                                        |
|                        | Taylor 31' · Roper 65' | Reporte | 15' Hashim · 26' Ashari · 44' Baharom · 57' Saari | Árbitro(s): Tim Pullman Benjamin Mauss | Árbitro(s): Tim Pullman Benjamin Mauss |

| 9 de diciembre de 2013 | Sudáfrica | 0:1     | Nueva Zelanda |                                       |                                       |
|                        |           | Reporte | 44' Russell   | Árbitro(s): Haider Rasool Mike Gerwig | Árbitro(s): Haider Rasool Mike Gerwig |

## Ronda consuelo

### Del 13° al 16°
| 12 de diciembre de 2013 | Egipto      | 1:6     | Inglaterra                                                           |                                            |                                            |
|                         | Mohamed 10' | Reporte | 41' Gall · 44' Taylor · 48', 60' Bandurak · 51' Goodfield · 66' Bull | Árbitro(s): Benjamin Mauss David Tomlinson | Árbitro(s): Benjamin Mauss David Tomlinson |

| 12 de diciembre de 2013 | España                          | 3:2     | Canadá                      |                                         |                                         |
|                         | 30' · Llorens 35' · Mercade 61' | Reporte | 24' Ho-Garcia · 64' Bissett | Árbitro(s): Haider Rasool Ahmed Elsayed | Árbitro(s): Haider Rasool Ahmed Elsayed |

#### Partido por el decimoquinto puesto
| 14 de diciembre de 2013 | Egipto                           | 3:0     | Canadá |                                               |                                               |
|                         | Karem 32' · Said 67' · Ahmed 70' | Reporte |        | Árbitro(s): Daniel López Ramos Benjamin Mauss | Árbitro(s): Daniel López Ramos Benjamin Mauss |

#### Partido por el decimotercer puesto
| 14 de diciembre de 2013 | Inglaterra             | 2:3     | España                                   |                                         |                                         |
|                         | Proctor 27' · Bull 45' | Reporte | 5' Beltran · 19' Mercade · 68' De Frutos | Árbitro(s): David Tomlinson Mike Gerwig | Árbitro(s): David Tomlinson Mike Gerwig |

### Del 9° al 12°
| 12 de diciembre de 2013 | Pakistán                                  | 4:0     | Sudáfrica |                                             |                                             |
|                         | Dilber 8' · Butt 42', 44' · Irfan Jr. 61' | Reporte |           | Árbitro(s): Daniel López Ramos Raghu Prasad | Árbitro(s): Daniel López Ramos Raghu Prasad |

| 12 de diciembre de 2013 | Argentina               | 2:4     | India                                      |                                         |                                         |
|                         | Martínez 38' · Díaz 69' | Reporte | 4', 31' R.Singh · 7' Rohidas · 40' G.Singh | Árbitro(s): Lim Hong-Zhen Grant Hundley | Árbitro(s): Lim Hong-Zhen Grant Hundley |

#### Partido por el decimoprimer puesto
| 14 de diciembre de 2013 | Sudáfrica | 1:4     | Argentina                                |                                           |                                           |
|                         | Brown 3'  | Reporte | 13', 42' Peillat · 21' Díaz · 24' Coelho | Árbitro(s): Ahmed Elsayed Diego Estebanez | Árbitro(s): Ahmed Elsayed Diego Estebanez |

#### Partido por el noveno puesto
| 14 de diciembre de 2013 | Pakistán                                  | 1:1 (4:2 p.)               | India                            |                                         |                                         |
|                         | Ali 7'                                    | Reporte                    | 66' G.Singh                      | Árbitro(s): Jonas van't Hek Paul Walker | Árbitro(s): Jonas van't Hek Paul Walker |
|                         |                                           | Tiros desde el punto penal |                                  |                                         |                                         |
|                         | Irfan Jr. Tousiq Rizwan Jr. Bhutta Dilber |                            | G. Singh T. Singh Khan Sa. Singh |                                         |                                         |

## Ronda campeonato

#### Cuartos de final
| 12 de diciembre de 2013 | Países Bajos                       | 3:2     | Nueva Zelanda               |                                          |                                          |
|                         | Brinkman 28', 39' · Hiebendaal 42' | Reporte | 38' Woods · 60' Van Woerkom | Árbitro(s): Javed Shaikh Diego Estebanez | Árbitro(s): Javed Shaikh Diego Estebanez |

| 12 de diciembre de 2013 | Bélgica                                | 4:5     | Francia                                                      |                                     |                                     |
|                         | 29' · Plennevaux 37', 47' · Thiery 42' | Reporte | 15' Charlet · 40' Genestet · 48', 65' Kieffer · 58' Ponthieu | Árbitro(s): Mike Gerwig Paul Walker | Árbitro(s): Mike Gerwig Paul Walker |

| 12 de diciembre de 2013 | Malasia         | 2:1     | Corea del Sur |                                           |                                           |
|                         | Saabah 18', 62' | Reporte | 29' You S.    | Árbitro(s): Gareth Greenfield Tim Pullman | Árbitro(s): Gareth Greenfield Tim Pullman |

| 12 de diciembre de 2013 | Australia                         | 3:4     | Alemania                                               |                                              |                                              |
|                         | Gilmour 8' · Wotherspoon 57', 69' | Reporte | 21' Rühr · 55' Linnekogel · 58' Grambusch · 65' Wellen | Árbitro(s): Marcelo Servetto Jonas van't Hek | Árbitro(s): Marcelo Servetto Jonas van't Hek |

#### Del 5° al 8°
| 13 de diciembre de 2013 | Bélgica                                                                              | 6:1     | Corea del Sur |                                         |                                         |
|                         | Hendrickx 27' · Plennevaux 39' · Cobbaert 40' · Perez 45' · Capelle 46' · Thiery 68' | Reporte | 64' Nam       | Árbitro(s): Haider Rasool Lim Hong-Zhen | Árbitro(s): Haider Rasool Lim Hong-Zhen |

| 13 de diciembre de 2013 | Australia                   | 2:1     | Nueva Zelanda |                                     |                                     |
|                         | Joyce 23' · Wotherspoon 44' | Reporte | 20' Panchia   | Árbitro(s): Fernando Gómez Eric Koh | Árbitro(s): Fernando Gómez Eric Koh |

#### Partido por el séptimo puesto
| 15 de diciembre de 2013 | Corea del Sur    | 2:4     | Nueva Zelanda                      |                                        |                                        |
|                         | You M. 13' · 26' | Reporte | 11' Morris · 17', 32', 70' Russell | Árbitro(s): Raghu Prasad Grant Hundley | Árbitro(s): Raghu Prasad Grant Hundley |

#### Partido por el quinto puesto
| 15 de diciembre de 2013 | Bélgica                                        | 2:2 (2:3 p.)               | Australia                              |                                     |                                     |
|                         | Plennevaux 25' · Van Linthoudt 41'             | Reporte                    | 39' Beale · 46' Hayward                | Árbitro(s): Eric Koh Fernando Gómez | Árbitro(s): Eric Koh Fernando Gómez |
|                         |                                                | Tiros desde el punto penal |                                        |                                     |                                     |
|                         | Plennevaux Capelle Van Doren Cobbaert Cuvelier |                            | Beale Joyce Wotherspoon Dawson Hayward |                                     |                                     |

#### Semifinales
| 13 de diciembre de 2013 | Francia                                                    | 1:1 (3:1 p.)               | Malasia                       |                                                |                                                |
|                         | Kieffer 63'                                                | Reporte                    | 4' Hassan                     | Árbitro(s): Marcelo Servetto Gareth Greenfield | Árbitro(s): Marcelo Servetto Gareth Greenfield |
|                         |                                                            | Tiros desde el punto penal |                               |                                                |                                                |
|                         | P. van Straaten Martin-Brisac Baumgarten Lockwood Genestet |                            | Jali Mohd Yusof Ashari Saabah |                                                |                                                |

| 13 de diciembre de 2013 | Alemania                                               | 5:3     | Países Bajos                       |                                      |                                      |
|                         | Windfeder 4', 14' · Rühr 47' · Kapaun 66' · Wellen 68' | Reporte | 49', 60' Hiebendaal · 50' Brinkman | Árbitro(s): Tim Pullman Peter Wright | Árbitro(s): Tim Pullman Peter Wright |

#### Partido por el tercer puesto
| 15 de diciembre de 2013 | Malasia        | 2:7     | Países Bajos                                                                       |                                            |                                            |
|                         | Hashim 7', 60' | Reporte | 3' Bovendeert · 6', 28' Brinkman · 18', 37' Hiebendaal · 23' Van Baal · 52' Galema | Árbitro(s): Javed Shaikh Gareth Greenfield | Árbitro(s): Javed Shaikh Gareth Greenfield |

#### Final
| 15 de diciembre de 2013 | Francia             | 2:5     | Alemania                                    |                                      |                                      |
|                         | Baumgarten 16', 40' | Reporte | 2', 44', 46' Wellen · 60' Gomoll · 68' Rühr | Árbitro(s): Tim Pullman Peter Wright | Árbitro(s): Tim Pullman Peter Wright |

|                     |
| Bandera de Alemania |
| Campeón             |
| Alemania            |
| Sexto título        |

## Posiciones
| Posición | Equipo        |
| -------- | ------------- |
| 1        | Alemania      |
| 2        | Francia       |
| 3        | Países Bajos  |
| 4        | Malasia       |
| 5        | Australia     |
| 6        | Bélgica       |
| 7        | Nueva Zelanda |
| 8        | Corea del Sur |
| 9        | Pakistán      |
| 10       | India         |
| 11       | Argentina     |
| 12       | Sudáfrica     |
| 13       | España        |
| 14       | Inglaterra    |
| 15       | Egipto        |
| 16       | Canadá        |

## Premios
| Premio             | Ganador          |
| ------------------ | ---------------- |
| Máximo goleador    | Christopher Rühr |
| Jugador del torneo | Christopher Rühr |
| Arquero del torneo | Edgar Reynaud    |